# Eliot Noyes
 Eliot Fette Noyes  (* 12. August 1910 in Boston, Massachusetts, USA; † 18. Juli 1977 in New Canaan, Connecticut) war ein US-amerikanischer Architekt und Industriedesigner.

## Leben und Werk

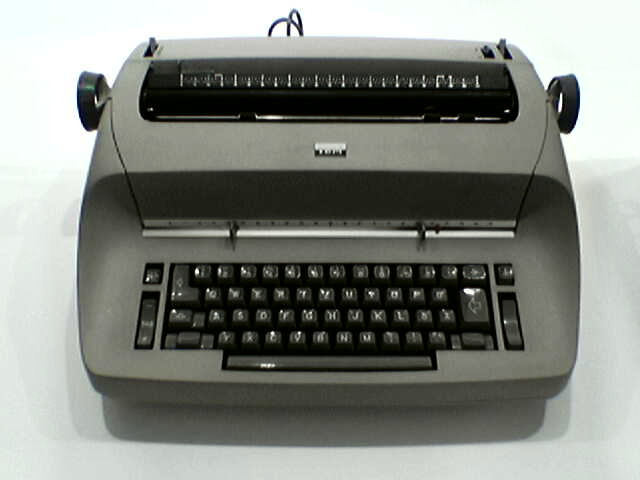
IBM Selectric

Eliot Noyes verbrachte seine Kindheit nach der Geburt in Boston zuerst in Colorado bis seine Eltern nach Cambridge umzogen. Er studierte Architektur an der Harvard University. Auch schon als Kind beschäftigte er sich intensiv mit Zeichnen und der Malerei.
Eliot Noyes traf Le Corbusier in der Bibliothek von Harvard, was seine architektonische Perspektive stark beeinflussen sollte. Er beschäftigte sich daraufhin intensiv mit den Ideen des Bauhauses. Eliot reiste nach dem Studium in den Iran und nahm an einer zweijährigen archäologische Expedition teil.
1938 arbeitete Eliot Noyes im Architekturbüro von Walter Gropius und Marcel Breuer in Cambridge.
Von 1939 bis 1946 war Eliot Direktor des Department of Industrial Design des Museum of Modern Art in New York City. Dieser Auftrag wurde vom Krieg unterbrochen, während des Zweiten Weltkriegs arbeitete er für ein Segelflugzeug Programm und als Industrie-Designer für Norman Bel Geddes und Co. Nach dem Krieg war er drei Jahre als Dozent an der Yale University tätig.
Als Architekt schuf er zahlreiche Bauten. Sein erstes Gebäude war das Tallman Haus in New Canaan, gebaut im Jahre 1950, gefolgt von zahlreichen Wohnhäusern in dieser Umgebung. Er entwarf auch die Wilton Library (1974), die sehr bekannt ist.

Eliot Noyes war einundzwanzig Jahre als Berater und Design Director für IBM tätig. Er war maßgeblich an der Entwicklung und Gestaltung der "IBM Selectric Schreibmaschine" 1961 beteiligt. Noyes arbeitete mit Thomas J. Watson jr., Paul Rand und Charles Eames zusammen. Er baute ebenfalls mehrere Gebäude für IBM. Seine bekanntesten Gebäude sind das IBM-Gebäude in Garden City, New York (1966), das Luft- und Raumfahrt IBM-Gebäude in Los Angeles, Kalifornien (1964), der IBM-Pavillon Hemisfair in San Antonio, Texas (1968) und das IBM Management Development Center in Armonk, New York (1980). Noyes arbeitete auch als Verantwortlicher von IBM mit anderen ausgewählten Architekten wie Mies van der Rohe, Eero Saarinen, Marco Zanuso und Marcel Breuer zusammen, um IBM-Gebäude in der ganzen Welt zu entwerfen.

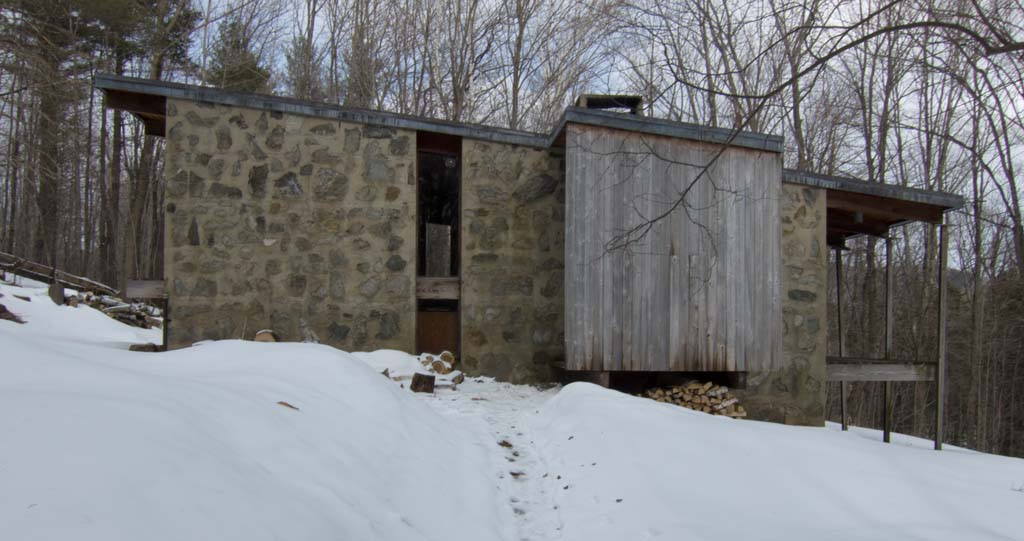
Ferienhaus von Noyes bei Killington, Vermont

Im Jahr 1964 wurden einige von Eliot Noyes' Produkten auf der documenta III in Kassel in der Abteilung Industrial Design gezeigt. Eliot Noyes gestaltete zahlreiche Produkte wie Schreibmaschinen, Diktiergeräte und anderes für IBM und für andere Firmen, zum Beispiel Motoren und andere technische Geräte. Er überarbeitete auch die Standard-Ausführung für alle Mobil-Tankstellen in den 1960er Jahren. Sein eigenes Wohnhaus in New Canaan, Connecticut gilt als ein wichtiges Beispiel der Architektur der Klassischen Moderne. 1967 wurde Eliot Noyes in New York zum assoziierten Mitglied (ANA) der National Academy of Design gewählt.
Noyes Sohn, Eliot Noyes Jr. (1942–2024), war unter dem Namen Eli Noyes als Animator und Grafikdesigner in San Francisco tätig.